# غويلرمو أسيفيدو
غويلرمو أسيفيدو (بالإسبانية: Guillermo Acevedo)‏ هو فنان بيروفي، ولد في 5 أكتوبر 1920، وتوفي في 1988.